# Geminiano Giacomelli

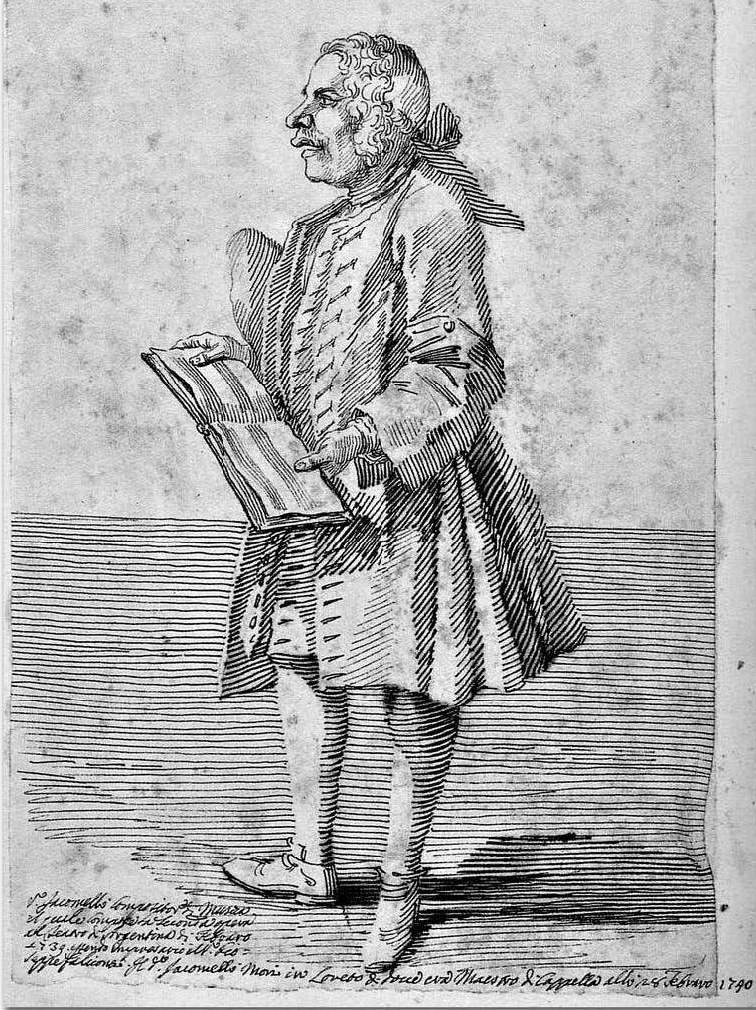
Geminiano Giacomelli, Karikatur von Pier Leone Ghezzi

Geminiano Giacomelli (auch Jacomelli; * 28. Mai 1692 in Colorno; † 25. Januar 1740 in Loreto) war ein italienischer Opernkomponist und Gesangslehrer.

## Leben
Giacomellis Eltern waren Giuseppe und Maria Tej. Er studierte Gesang, Kontrapunkt und Klavierspiel bei Giovanni Maria Capelli, dem Kapellmeister der Kathedrale und Hofkomponisten in Parma. Gelegentlich zu findende Hinweise darauf, dass er 1724 bei Alessandro Scarlatti studierte und anschließend in Diensten Karls VI. in Wien stand, sind vermutlich falsch. 1718 heiratete er in Piacenza Francesca Marchi, mit der er neun Kinder hatte.
Vom 1. März 1719 bis Februar 1727 war Giacomelli Kapellmeister am Hof von Parma und ab dem 27. März 1719 außerdem an der Kirche Madonna della Steccata. Seine Stellung teilte er sich mit seinem Lehrer Capelli.
Am 3. Januar 1727 wurde er auf ausdrücklichen Wunsch des Herzogs Francesco Farnese auf Lebenszeit zum Kapellmeister von San Giovanni in Piacenza ernannt, wo er ein Jahresgehalt von 2000 Lire piacentine bezog. Dazu erhielt er das Vorrecht, nach Belieben abwesend zu sein, sofern er für eine Vertretung sorgte und Kompositionen lieferte. In dieser Zeit schrieb er eine Reihe von Opern für die wichtigsten Theater Italiens, vernachlässigte aber auch nicht seine Aufgaben am herzoglichen Hof. So schrieb er 1728 die Oper Scipione in Cartagine nuova für die Einweihung („il solenne ingresso“) der Fürstin Enrichetta Maria d’Este und 1729 Lucio Papirio dittatore anlässlich eines Besuchs des Herzogs von Modena Rinaldo d’Este.
Als 1732 die Kapelle von San Giovanni aus finanziellen Gründen aufgegeben wurde, kehrte Giacomelli nach Parma zurück und nahm bis 1737 seine beiden Positionen am Hof und an der Kirche Madonna della Steccata wieder auf. 1737 ging er nach Graz, wo er die Aufführungen seiner Oper Cesare in Egitto leitete. Schließlich wurde er am 24. November 1738 als Nachfolger Tommaso Redis zum Kapellmeister der Santa Casa in Loreto ernannt, wo er bis zu seinem Tod 1740 tätig war.
Giacomelli schuf ungefähr zwanzig Opern, Pasticci und Intermezzi für verschiedene italienische Städte. Seine erste Oper Ipermestra wurde 1724 im Teatro San Giovanni Crisostomo in Venedig aufgeführt. Am erfolgreichsten war Cesare in Egitto von 1735, das nach der Uraufführung in Mailand auch in Venedig, Florenz, Graz und Verona aufgeführt wurde. Außerdem sind zwei Oratorien erhalten. Der Großteil seiner zahlreichen geistlichen Kompositionen ist jedoch verloren.

## Wirkung und Stil
Von seinen Zeitgenossen wurde er sowohl als Opernkomponist als auch als Gesangslehrer hoch geschätzt. So veröffentlichte Benedetto Marcello im siebten Band seines Estro poetico-armonico ein vom 29. April 1726 datiertes Empfehlungsschreiben von ihm.
Giacomelli gelang es, seine Werke optimal an die Fähigkeiten der jeweiligen Sänger anzupassen. Gleichzeitig hatte er ein starkes Gespür für die Bedürfnisse des Theaters und eine schlichte traditionelle Tonsprache, durch die er große Popularität erlangte. Seine Melodien wirken weich, spontan und kantabel. Sie sind dem Zeitgeschmack entsprechend mit Vokalisen und Koloraturen verziert. Die Harmonik ist schlicht, aber durch häufige Modulationen belebt.
Viele von Giacomellis Arien wurden in Pasticci verarbeitet. Antonio Vivaldi verwendete zwei Arien aus Alessandro Severo in der 1726 in Venedig aufgeführten Dorilla in Tempe und drei Arien in Tamerlano. Georg Friedrich Händel bearbeitete große Teile von Lucio Papirio dittatore für sein gleichnamiges Pasticcio, das 1732 in London aufgeführt wurde. Zu den Arien, die Farinelli neun Jahre lang täglich für den spanischen König Philipp V. sang, zählte auch wenigstens eine von Giacomelli: „Quell’usignolo“ aus Merope. Charles Burney vermerkte in seiner General History of Music von 1789, dass Giacomelli eine lebhafte Vorstellungskraft hatte und den Geschmack späterer Zeiten wesentlich beeinflusste:

“He was the scholar of Capelli, and had a lively imagination that furnished him with agreeable flights, which, from their novelty, afforded so much pleasure, that they contributed considerably to propagate and establish the taste of subsequent times.”

## Werke

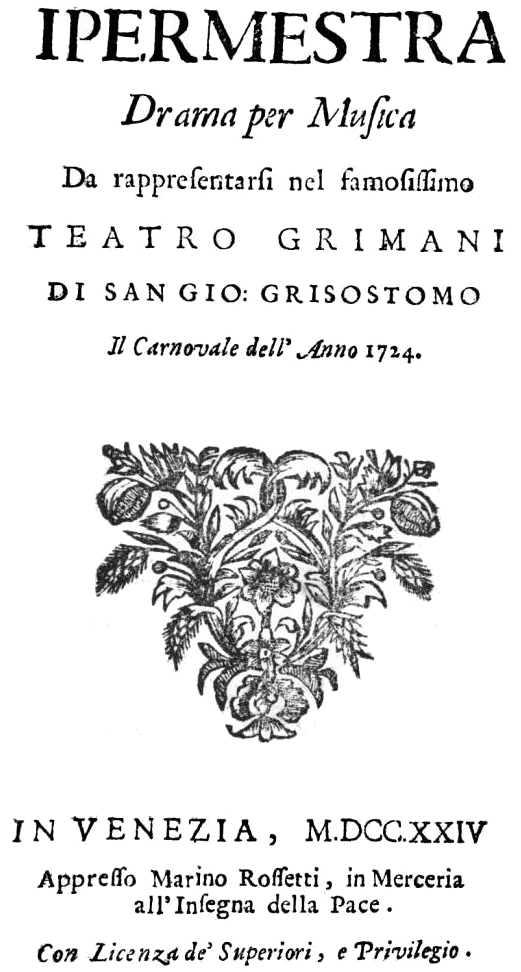
Ipermestra – Titelblatt des Librettos, Venedig 1724

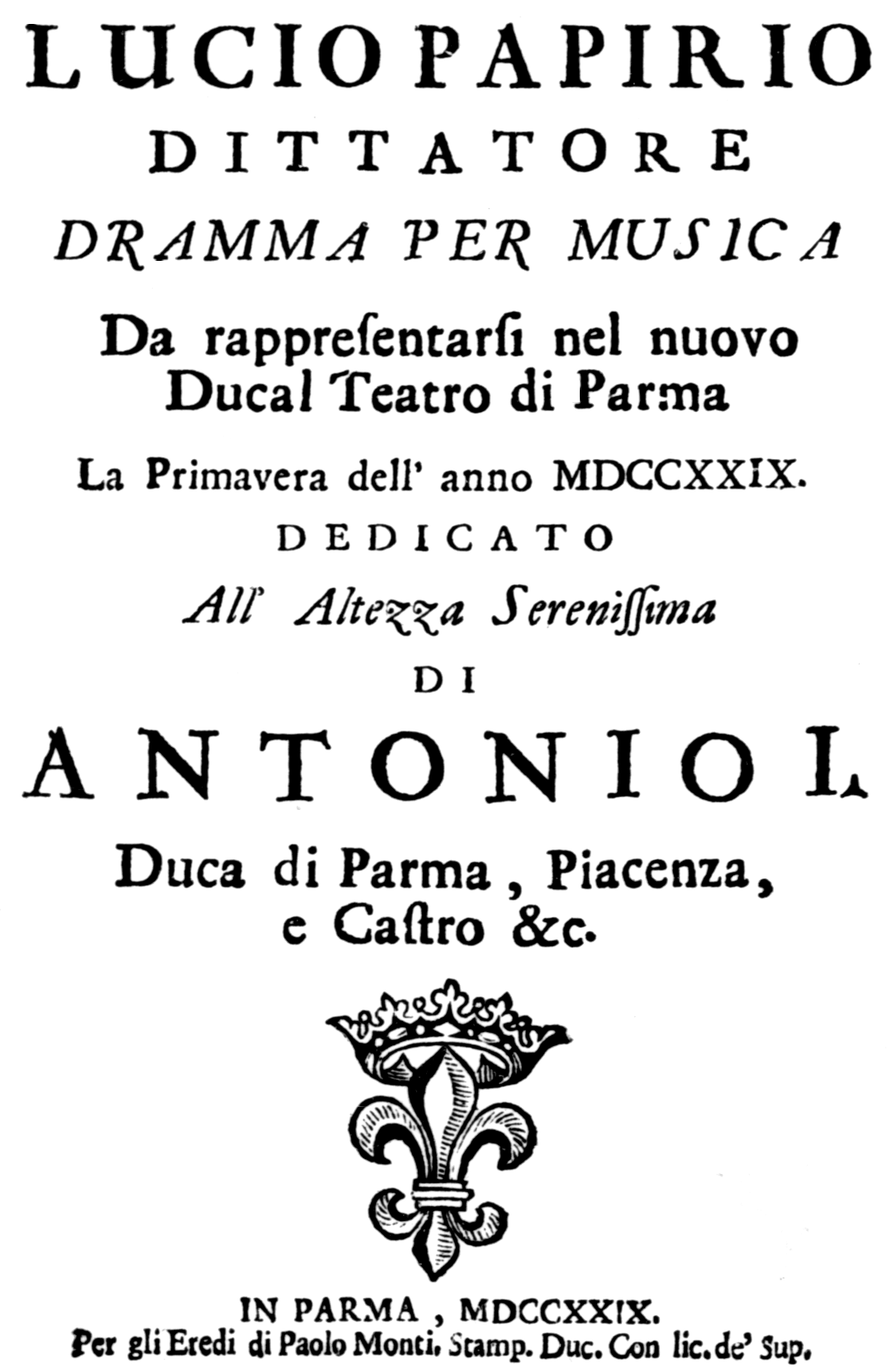
Lucio Papirio dittatore – Titelblatt des Librettos, Parma 1729

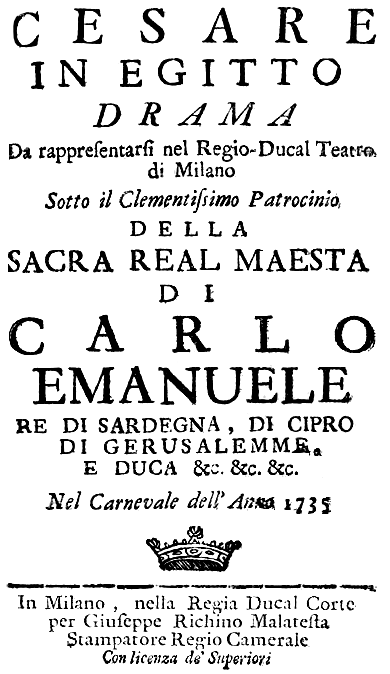
Cesare in Egitto – Titelblatt des Librettos, Mailand 1735

- Ipermestra, dramma per musica in drei Akten; Libretto: Antonio Salvi; 5. Februar 1724, Venedig, Teatro San Giovanni Crisostomo; im selben Jahr auch in Parma, Teatro Ducale; 1733 Pesaro, Teatro del Sole[Digitalisat 1]
- Zidiana, dramma in drei Akten; Libretto: Apostolo Zeno; 28. August 1728, Mailand, Teatro Ducale[Digitalisat 2]
- Gianguir, dramma per musica in drei Akten; Libretto: Apostolo Zeno; 27. Dezember 1728, Venedig, Teatro San Cassiano; 1732, Verona, Teatro Filarmonico; um den 20. Februar 1748, Venedig, Palazzo Labia[Digitalisat 3]
- Scipione in Cartagine nuova, dramma per musica in drei Akten; Libretto: Carlo Innocenzo Frugoni; 1728, Parma; Frühling 1730, Piacenza, Teatro Ducale[Digitalisat 4]
- Lucio Papirio dittatore, dramma per musica in drei Akten; Libretto: Apostolo Zeno und Carlo Innocenzo Frugoni; Frühling 1729, Parma, Teatro Ducale; Sommer 1732, Cremsier; Karneval 1734, Verona, Teatro Filarmonico; 1732 von Georg Friedrich Händel als Pasticcio bearbeitet (→ Lucio Papirio dittatore)[Digitalisat 5]
- Astianatte, dramma per musica in drei Akten (nur erster Akt von Giacomelli, weitere Musik von Luca Antonio Predieri); Libretto: Antonio Salvi; Herbst 1729, Alessandria, Teatro Solerio
- Semiramide riconosciuta, dramma per musica in drei Akten; Libretto: Pietro Metastasio; 19. Januar 1730, Mailand, Teatro Ducale; Sommer 1732, Rimini, Teatro Arcadico[Digitalisat 6]
- Egloga amebea, intermezzo in einem Akt; 1730?, Wien
- Annibale, dramma per musica in drei Akten; Libretto: Filippo Vanstryp; 22. Januar 1731, Rom, Teatro Capranica; Karneval 1734, Fabriano (nur Arien erhalten)[Digitalisat 7]
- Epaminonda, dramma per musica in drei Akten; Libretto: Domenico Lalli; 26. Dezember 1731, Venedig, Teatro San Giovanni Crisostomo[Digitalisat 8]
- Rosbale, dramma per musica in drei Akten; Libretto: Claudio Nicola Stampa; 10. Februar 1732, Rom, Teatro Argentina; Frühling 1736,    Livorno, Teatro San Sebastiano[Digitalisat 9]
- Alessandro Severo, dramma per musica in drei Akten; Libretto: Apostolo Zeno; Herbst 1732, Piacenza, Teatro Ducale[Digitalisat 10]
- Adriano in Siria, dramma per musica in drei Akten; Libretto: Pietro Metastasio; 30. Januar 1733, Venedig, Teatro San Giovanni Crisostomo[Digitalisat 11]
- Il Tigrane, dramma per musica in drei Akten; Libretto: Pietro Antonio Bernardoni; April 1733, Piacenza, Teatro Ducale[Digitalisat 12]
- La caccia in Etolia oder Die Jagd in Jetolien, „Musicalisches Zwischen-Spiel“ (Pasticcio); 8. April 1733, Wien, Theater am Kärntnertor
- Merope, dramma per musica in drei Akten; Libretto: Apostolo Zeno (laut Grove Music Online mit Domenico Lalli); 20. Februar 1734, Venedig, Teatro San Giovanni Crisostomo[Digitalisat 13]
- Cesare in Egitto, dramma per musica in drei Akten; Libretto: Giacomo Francesco Bussani; Karneval 1735, Mailand, Teatro Regio Ducale; 24. November 1735, Venedig, Teatro San Giovanni Crisostomo; 26.? Dezember 1735, Florenz, Teatro della Pergola; 1737, Graz; Karneval 1741, Verona, Teatro Filarmonico[Digitalisat 14], Wiederaufführung bei den Innsbrucker Festwochen der Alten Musik 2024[8]
- Nitocri, regina d’Egitto, dramma per musica in drei Akten; Libretto: Apostolo Zeno; 23. Januar 1736 Rom, Teatro Tordinona[Digitalisat 15]
- Arsace, dramma per musica in drei Akten; Libretto: Antonio Salvi und Giovanni Boldini; Herbst 1736, Pisa (Prato?), Teatro Pubblico; 26. Dezember 1736, Venedig, Teatro San Cassiano; Herbst 1737, Graz, Theater am Tummelplatz; 1739 und 1742, Wien, Theater am Kärntnertor[Digitalisat 16]
- Demetrio, dramma per musica in drei Akten; Libretto: Pietro Metastasio; Karneval 1737, Turin, Teatro Regio[Digitalisat 17]
- La costanza vincitrice in amore, dramma per musica in drei Akten (Pasticcio, Musik im 1. und 2. Akt von Giacomelli); Libretto: Giuseppe Gnocchi; Januar 1738, Parma, Teatro Ducale
- Achille in Aulide, dramma per musica in drei Akten; 3. Februar 1739, Rom, Teatro Argentina[Digitalisat 18]
- Catone in Utica, dramma per musica in drei Akten (Pasticcio); Libretto: Pietro Metastasio; 1744 und 1749 (komponiert zwischen 1730 und 1736, posthum aufgeführt), Wien

### Geistliche Werke
- La conversione di Santa Margherita da Cortona, Oratorium
- Santa Giuliana Falconieri, Oratorium; Libretto: Gregorio Giacomo Terribilini; 1740, Genua, Oratorio dei Filippini; in Zusammenarbeit mit Rolandi
- Litanei F-Dur
- Litanei D-Dur
- Magnificat F-Dur zu vier Stimmen; auch Francesco Durante zugeschrieben[2]
- Eine Messe
- Kyrie
- Quam admirabile, Motette für zwei Tenöre und Basso continuo
- Egredimini, Motette
- Domine noster für drei Männerstimmen, auch als Quam admirabile herausgegeben
- Gloria sicut erat, Motette

### Arien, Romanzen, Kantaten
- Stando a canto
- Cara l’averso fato für Sopran und Quartett
- Mio cor non sospirar
- Per te perdo il mio
- Que’ begli occhi
- Sposa non mi conosci; 1734 in Merope und 1735 in Vivaldis Tamerlano/Bajazet aufgenommen
- Per te perdo
- L’Amore artigiano, „romanze“
- La violetta, „romanze“
- Che posso dir
- Dove son le mie ritorte
- Crudo ciel
- Zwölf Arien mit Instrumenten

### Instrumentalwerke
- Sinfonia für zwei Violinen, zwei Oboen, zwei Hörner, Viola und Basso continuo
- Aria für zwei Violinen und Basso continuo

## Digitalisate
1. ↑  Ipermestra. Libretto (italienisch), Venedig 1724. Digitalisat bei Google Books.
2. ↑  Zidiana. Libretto (italienisch), Mailand 1728. Digitalisat bei Google Books.
3. ↑  Gianguir. Libretto (italienisch), Venedig 1729. Digitalisat bei Google Books.
4. ↑  Scipione in Cartagine nuova. Libretto (italienisch), Piacenza 1730. Digitalisat bei Google Books.
5. ↑  Lucio Papirio dittatore. Libretto (italienisch), Parma 1729. Digitalisat des Museo internazionale e biblioteca della musica di Bologna.
6. ↑  Semiramide riconosciuta. Libretto (italienisch), Mailand 1730. Digitalisat im Corago-Informationssystem der Universität Bologna.
7. ↑  Annibale. Libretto (italienisch), Rom 1731. Digitalisat des Museo internazionale e biblioteca della musica di Bologna.
8. ↑  Epaminonda. Libretto (italienisch), Venedig 1732. Digitalisat des Museo internazionale e biblioteca della musica di Bologna.
9. ↑  Rosbale. Libretto (italienisch), Rom 1732. Digitalisat des Museo internazionale e biblioteca della musica di Bologna.
10. ↑  Alessandro Severo. Libretto (italienisch), Parma 1732. Digitalisat des Museo internazionale e biblioteca della musica di Bologna.
11. ↑  Adriano in Siria. Libretto (italienisch), Venedig 1733. Digitalisat bei Google Books.
12. ↑  Il Tigrane. Libretto (italienisch), Parma 1733. Digitalisat im Corago-Informationssystem der Universität Bologna.
13. ↑  Merope. Libretto (italienisch), Venedig 1734. Digitalisat des Museo internazionale e biblioteca della musica di Bologna.
14. ↑  Cesare in Egitto. Libretto (italienisch), Mailand 1735. Digitalisat des Museo internazionale e biblioteca della musica di Bologna.
15. ↑  Nitocri, regina d’Egitto. Libretto (italienisch), Rom 1736. Digitalisat des Museo internazionale e biblioteca della musica di Bologna.
16. ↑  Arsace. Libretto (italienisch), Venedig 1737. Digitalisat im Corago-Informationssystem der Universität Bologna.
17. ↑  Demetrio. Libretto (italienisch), Turin 1737. Digitalisat im Corago-Informationssystem der Universität Bologna.
18. ↑  Achille in Aulide. Libretto (italienisch), Rom 1739. Digitalisat des Museo internazionale e biblioteca della musica di Bologna.